# 終極三國 (2017年)
《終極三國》（英語：K.O. 3AN-GUO），2017年台灣與中國大陆合拍的網絡偶像劇，翻拍自2009年同名台灣電視劇《終極三國》，同以三國為藍本，由SpeXial-子閎、SpeXial-Evan、SpeXial-易恩、偉晉、金中西、張賀茗、KOGIRLS-堯珂、A'N'D-鍾羽、A'N'D-Lucia、KOGIRLS-詩敏、楚喬、盧冰鉉、張皓明、卜學亮、那維勳主演。於2016年12月14日開機，於2017年4月4日全劇殺青，分季播出，第一季於2017年6月19日於愛奇藝台灣站、八大綜合台首播。

## 播出時間

### 首播
| 頻道       | 所在地 | 播映日期      | 播出時間                     | 備註            |
| ---------- | ------ | ------------- | ---------------------------- | --------------- |
| 八大綜合台 | 臺灣   | 2017年6月19日 | 每週一至週五晚間 20:00~21:00 | 30分鐘含廣告    |
| 八大綜合台 | 臺灣   | 2017年6月20日 | 每週一至週五晚間 20:30~21:00 | 20:30首播新集數 |

### 網路平台
| 頻道         | 所在地   | 播映日期      | 播出時間          | 備註           |
| ------------ | -------- | ------------- | ----------------- | -------------- |
| 愛奇藝台灣站 | 臺灣     | 2017年6月19日 | 每週一至週五20:30 | 版權到期已下架 |
| 優酷視頻     | 中国大陆 | 2017年6月19日 | 每週一至週五00:00 | 版權到期已下架 |

## 登場人物

### 武虎將
| 演員            | 角色                                                       | 介紹 | 武力指數                                                                         | 出場集數                 |
| SpeXial(林子閎) | 關羽 金時空: 中萬鈞；萬雙龍. 鐵時空: 大戰人員 銅時空: 項冥 | 雨的元位高階異能行者→雨的元位高階魔化異能行者 東漢書院五虎將之一。 武藝高強的學生，和張飛打遍天下無敵手。字雲長，神威能奮武，儒雅更知文，氣蓋世，勇而強的男子漢，在極度生氣或见到心儀的美女就會臉紅。一見鍾情於貂蟬。 個性剛正不阿，無論如何就是沒有辦法說謊，所以常常說出一些重傷別人的話，非常重情義，跟別人的約定會絕對遵守（壞人也不例外）。 | 12000（原） →12500~13000（使用青龍偃月刀） →13500（盛怒時）→18000+（練了真叉勁） | 1-37,39-51,53-69         |
| SpeXial-Evan    | 趙雲 金時空: 藍斯洛 鐵時空: 大戰人員                       | 風的元位高階異能行者→麻瓜→風的元位高階異能行者 東漢書院五虎將之一。字子龍，匹馬單槍、瀟灑一氣美男，他帥氣的臉龐只要一轉過頭就會讓眾多女性為其心碎。一開始趙雲和張飛非常不對盤，武藝高強的學生，外表斯文帥氣，一張帥臉從來沒有被擊中過，但是差點被關羽踢了一腳。                                                                                  | 12000（原） →13000（風屬性加成）→0（武力永遠被鎖）→13000+                        | 1,3-32,34-37,39-58,61-69 |
| SpeXial-易恩    | 馬超                                                       | 雷的元位高階異能行者 東漢書院五虎將之一。字孟起，威而雅、柔並剛推的陽光馬兒，耐打就是他的標誌。與黃忠是從小認識的好友，也因此非常有默契。因小時候誤打死了最好的玩伴伯仁（但名醫和馬超都知道伯仁其實是因心臟病而死），從此以後再也不願出手。 打架時都會讓人三拳，對方看見馬超三拳不倒，就會知難而退。                                             | 11000→16000（吸收異能後）                                                        | 1,7-32,34-37,39-58,61-69 |
| 金中西          | 張飛 金時空：小虎                                          | 電的元位高階異能行者 東漢書院五虎將之一。武藝高強的學生，和關羽打遍天下無敵手。字翼德，聲若巨雷、勢若奔馬、萬古流芳莽撞人般的開心果，但黑起臉來無人可阻。銀時空中第一個知道劉備是止戈假扮的人，所以常常幫止戈隱瞞事情解圍，但是編出來的理由都很奇怪。                                                                                            | 11000→13000~ 15000（黑臉時）                                                     | 1-32,34-37,39-69         |
| 張賀茗          | 黃忠                                                       | 火的元位高階異能行者 東漢書院五虎將之一。字漢升，強摯壯猛射無赦，彎弓神射手，不管天驚地動都能百發百中。與馬超從小認識的好友。天生心肺功能極強，心跳與呼吸比一般人緩慢，這讓他在定軍山之戰和鳳鳴寺之戰都佔有相對優勢。 五虎將神射手之稱，射程有三里之遠。                                                                                         | 11000→13000+（豁出性命時）                                                       | 1,8-32,34-37,39-58,61-69 |

### 東漢書院
| 演員         | 角色                                                                                     | 狀態/介紹 | 武力指數                                                        | 出場集數                                                                  |
| 黃偉晉       | 跨時空旅者（因劉備重傷，而留下假替劉備。） 止戈 鐵時空: 葉聖 銀時空: 劉備 銅時空: 王大衛 | 雷/雨元位高階異能行者 泛愛眾之仁者、無敵的KO. 2，本身亦是和平主義者，為了守護時空制序而代替劉備，卻也讓他結識共患難的兄弟們，由於第二季停播，未來會如何回到金時空暫時無從得知，在終極一班五出現，中毒，最後未知。喜歡孫尚香。       | 10000→12500+（獨孤狼事件後戰力恢復）→14500+（使用止家傳家寶典） | 1-7,9-32,34-69                                                            |
| 黃偉晉       | 劉備 金時空: 止戈 鐵時空: 葉聖 銅時空: 王大衛                                            | 中高階異能行者 字玄德，江湖傳說「做愛」，止戈的銀時空分身， 外貌長相一模一樣，但性格與乖乖牌的止戈完全相反。專賣假貨，好色，血統高貴，但血型卻是很便宜的O型。                                                                       | 8500                                                            | 1-3                                                                       |
| KOGIRLS-堯珂 | 貂蟬                                                                                     | 高階異能行者 集合真、善、美於一身的傾城校花，被眾多男性追求的她卻只想要一個能給她安全感的守護者。 | 9000                                                            | 3-11,14-16,18-32,34-43,45,47,49-51,53,57-58,61-65,67-69                   |
| A'N'D-鍾羽   | 小喬 鐵時空: 練舞少女 銅時空: 王荼蘼（王茉兒）                                           | 中高階異能行者 天然爆彈小可愛，但有著那語不驚人死不休的烏鴉嘴，出身江東世家，全名喬倩，江東高校董事喬玄的二女兒。周瑜的前女友，因為某些關係而暫時分開，曹操暗戀的對象，但喜歡趙雲，也造就三人的三角關係。和貂蟬及夏侯芝是超級閨蜜。 | 8500                                                            | 3-7,9-11,14-15,18-29,32-43,45,47-51,53-54,56-57,61-69                     |
| A'N'D-Lucia  | 夏侯芝 金時空：小八 鐵時空：練舞少女 銅時空：嚴炎                                        | 中階異能行者 性感萌、女力高的女孩，喜歡張飛，張飛一個眨眼，就會興奮得跳起來。是貂蟬與小喬的閨蜜好友。 | 8000                                                            | 3-11,14-15,18-24,26-29,32-33,37-39,41-45,47,49-51,53-54,56-58,61-65,67-69 |
| KOGIRLS-詩敏 | 孫尚香 金時空：童桐                                                                      | 高階異能行者 古靈精怪、鬼點子特多的點子包，認識劉備（事實上是止戈）後第一次嘗到戀愛的感覺。 | 10000~11000                                                     | 47,49-51,53,55-63,65-69                                                   |
| 楚喬         | 曹操                                                                                     | 雨的元位高階異能行者 字孟德，橫槊賦詩，宏才偉略，一世之雄也的才子能臣，為稱霸天下尋覓賢才。有時會懷疑劉備的真實身分，平時的性格有些天然呆，喜歡小喬。                                                                               | 12500→16000（學會短歌行）                                       | 4-10,15-57,61-65,67-69                                                    |
| 盧冰鉉       | 呂布                                                                                     | 高階魔化異能行者 字奉先，左手懟敵右手護花的真・第一猛將，只可惜他的命運並非他所能決擇的。 | 13500（原）→19000~ 30000+（練了真叉勁魔化後）                   | 18-29,31-33,37-50,53-55,59,61-62,68-69                                    |
| 張皓明       | 蔣幹 金時空：金寶三 鐵時空：任秂完弄．晨文 銀時空：蔣幹                                  | 中階異能行者 字子翼，只要講「幹娘」必有他，跟金寶三一樣哪有好處往哪走。 | 6000                                                            | 3-11,15,18-24,26-29,31-34,37-40,42-46,48,50-52,55，61,63,67-68            |
| 卜學亮       | 王允 銀時空：王允                                                                        | 中高階異能行者 字子師，全校盟盟主劉辯所屬東漢書院的校長，對學生關懷備至的他有著一顆悶騷的心。 | 8800+                                                           | 4-11,15,17-18,20,23-25,28-33,68-69                                        |
| 楊震震       | 文醜 金時空：我步瞅                                                                      | 中低階異能行者 東漢書院糾察隊成員，與蔣幹常一搭一唱地搞笑 | 5000                                                            | 3-11,15,1824,26-29,31-32,37,42-46,50-51,55-56,61-63,67-68                 |
| 姚卓君       | 董卓                                                                                     | 高階魔化異能行者→超高階魔化異能行者 字仲穎，王允的小學同學，本劇終極大魔王，野心極大，為了併吞東漢書院而多次派人騷擾，甚至施下各種毒計陰謀，喜歡吃甜點                                                                              | 35000+（原）→15000（壓抑）→100000+（修煉禁術後）                | 23-24,29-31,33-34,37-41,43-46,4,50-55,58,60-62,67-69                      |
| 宗雲         | 李儒                                                                                     | 中階異能行者 字文優，董卓的女婿，因趙雲襲擊河東高校的關係，而故意在東漢書院前設下八門金鎖陣逼迫東漢書院交出趙雲，之後更出多種手段（事實上都是餿主意）替董卓併吞東漢書院                                                             | 8000                                                            | 6-10,14-16,18-19,29-41,43-48,50-56,58,60-61,67-69                         |
| 孫穎玉       | 李傕 金時空：衾娘祖奶奶                                                                  | 高階異能行者 字稚然，與李儒一同在東漢書院佈下八門金鎖陣，之後更多次協助無能的上司李儒出任務 | 10500                                                           | 6-10,14-16,18-19,29-41,43-48,50-52,54,56,60-61,67-69                      |
| 王剛         | 顏良                                                                                     | 未知階異能行者 東漢書院學生，蔣幹的跟班。 | 未知                                                            | 6-10,22,29,32,37,43-44,46,50-51,55-56                                     |
| 謝毅宏       | 毅宏                                                                                     | 未知階異能行者 東漢書院學生 | 未知                                                            | 3-11,15,18-29,36,38,41,61-63                                              |
| 盧尚恩       | 尚恩                                                                                     | 未知階異能行者 東漢書院學生 | 未知                                                            | 3-11,15,18-28,36,38,41,53,56,61-63,67                                     |
| KOGIRLS-丞丞 | 甄宓                                                                                     | 未知階異能行者 東漢書院學生 | 未知                                                            | 3,21-24,26,28,41-43,53,56,61-63,67                                        |
| 嚴藝         | 蔡文姬                                                                                   | 字昭姬，東漢書院老師 | 麻瓜                                                            | 3,18-19,24,62-63,67                                                       |

### 江東高校
| 演員      | 角色 | 介紹 | 武力指數                   | 出場集數 |
| 趙志偉    | 孫策 金時空: 執 | 高階異能行者 字伯符，江東高校學生會長，孫尚香的大哥，人稱「江東小霸王」。                                                         | 14000→20000+（使用焰陽掌） | 63-65    |
| 許明杰    | 周瑜 金時空: 花靈龍/筆靈 鐵時空: 葉神（陳偉） 神界: 曦（筆靈） | 高階異能行者 字公瑾，江東高校學生副會長，奉江東區校聯盟總校長孫堅之命，來接孫尚香回家，直覺非常準，料事如神指的就是他。喜歡小喬。 | 12500                      | 62-68    |
| 李若焱    | 太史慈 | 中高皆階異能行者 字子義，東萊黃縣人，轉校生，江東高校首席智囊團成員之一，說話直接，被孫尚香稱為【沒大沒小】。                     | 8500                       | 35,63-68 |
| 李昊澤    | 呂蒙 | 高階異能行者 字子明，小學生一枚，曾被江東小霸王孫策用五招擊敗，因此有著「五下阿蒙」之名                                           | 12000                      | 62-68    |
| Danny Lau | 甘寧 | 中高階異能行者 字興霸，江東高校首席智囊團成員之一                                                                                 | 8000                       | 63-68    |
| 曾沛慈    | 跨時空旅者 金時空：雷婷、小慈（原銀時空人孫尚香 幼年父親孫堅大哥孫策被殺,與奶媽逃亡至金時空） 鐵時空：葉赫那拉.宇香 銀時空：孫尚香、葉赫那拉.宇香（原鐵時空人 幼年父親葉赫那啦.思提為取代孫堅的身分將孫家(除二哥孫權及逃亡於金時空的小妹孫尚香以外親屬都殺害） 銅時空：潔客 | 網路人氣女王，長得和雷婷、小慈一樣，江東人，但小喬不認識她。 （僅出現在照片中）                                                   |                            | 64       |

### 金時空
| 演員   | 角色 | 介紹 | 戰力指數               | 出場集數        |
| 曾沛慈 | 跨時空旅者 金時空：雷婷、小慈（原銀時空人 幼年與鐵時空葉赫那拉.宇香交換身份被帶往金時空） 鐵時空：葉赫那拉.宇香 銀時空：葉赫那拉.宇香（原鐵時空人 幼年與孫尚香交換身份被帶往銀時空） 銅時空：潔客 | 高階異能行者→麻瓜→高階異能行者 金時空終極一班老大，汪大東的女友，與金寶三和止戈一同來到銀時空測試汪大東母親（刀鬼）製作的跨時空麻瓜裝，卻意外地使當年銀時空的歷史重演。 | 9000+→0→10000+（推算） | 1-3,17,29-30,34 |
| 張皓明 | 跨時空旅者 金時空：金寶三 鐵時空：任秂完弄.晨文 銀時空：蔣幹 銀時空三國時期：蔣幹 | 萬年牆頭草，因成為跨時空麻瓜裝試驗品的關係得以跨越時空。 | 6000（20年前）→0       | 1-3,30          |
| 秦楊   | 戈秦止 金時空：止水 銅時空：王阿天 | 高階異能行者 止戈之父，被鐵時空灸舞盟主下達時空盟主令給金時空武裁所所長，不准前往銀時空探望止戈，42集時打跨時空電話給止戈。                                             | 25000~35000+           | 30（對話）,42   |

### 其他人物
| 演員   | 角色                  | 介紹 | 武力指數       | 出場集數                                                 |
| 那維勳 | 趙錢孫                | 火/風/雨的三原位高階異能行者 凡龍套必有他的神秘大叔，真實身分不明。 | 35000+         | 40                                                       |
| 那維勳 | PUB老闆               | 阿標嫂是他曾經錯過的對象，曾暗中將寫有定軍山農改場座標位置的紙放在關羽口袋內。 | 麻瓜           | 16-17                                                    |
| 那維勳 | 佐慈 化名：大奶奶     | 火的原位高階異能行者 校園保潔員，也是貂蟬家的人，也是孫尚香的師傅，姓大，人稱奶奶，事實上本名為佐慈，就連呂布都無法查覺他在身後，並且多次暗中出手幫助五虎                                               | 45000+（壓抑） | 22-23,26-27,32-33,35,39,46-48,51,54,56-57,59,61-62,68-69 |
| 那維勳 | 燒肉店老闆            | 燒肉店的老闆，打醬油是他的強項。 | 麻瓜           | 20                                                       |
| 那維勳 | 張寶                  | 中階異能行者 黃巾高校訓導主任，後遭背叛的黃巾賊捅死，但因賄賂導演而再次復活 | 8000           | 1,8                                                      |
| 那維勳 | 張饒                  | 黃巾高校主任，跑去天蕩山綁架名醫後遭打跑 | 麻瓜           | 11,13                                                    |
| 那維勳 | 獸醫.怪獸             | 代班的獸醫.怪獸 | 麻瓜           | 54                                                       |
| 夏志遠 | 華佗                  | 低階異能行者 名醫的首席徒弟，代替癡呆的名醫治療關羽，之後接受止戈的建議而改名華佗，更因為止戈及五虎將的幫忙加上曹操的資金援助下，開始邁向一代神醫之路。                                                 | 3000           | 11-14,30-32,34-37,60,63-64,68-69                         |
| 胡先煦 | 少帝                  | 高階異能行者 全校盟現任盟主，性格相當痞，講話帶著髒字（常被消音），身體虛弱而需要常吃藥，最愛就是練滑板，另外因年紀之故而導致空有盟主之位命令卻很少人聽從甚至陽奉陰違（除了對東漢死忠的王允等少數人）。 | 40000+         | 25,29,56                                                 |
| 張藝瀧 | 華雄                  | 高階異能行者 曾奉董卓的命令到東漢學院叫囂，但最後被關羽打跑。 | 10000          | 3-5                                                      |
| 楊曉丹 | 王允妻                | 中低階異能行者 王允的妻子，經常欺負貂蟬，甚至對王允說貂蟬的壞話，更與李儒他們合謀綁架貂蟬，後被王允發現陰謀而趕出家門                                                                                   | 4000           | 4,15,17-18,24                                            |
| 蔣蕊澤 | 甘昭烈 金時空：太陽   | | 7500           |                                                          |
| 房振剛 | 嘻哈魔王              | 中階異能行者 八門金鎖陣內的守關魔王，後被五虎將放大絕消滅 | 8000~10000     | 9-10                                                     |
| 洪偉翊 | 中階異能行者 嘻哈魔王 | 八門金鎖陣內的守關魔王，後被五虎將放大絕消滅 | 8000~10000     | 9-10                                                     |
| 劉春霞 | 阿標嫂                | 管東管西管海邊的阿姨，劇情中最不好惹的人 | 麻瓜           | 4,11,16,42,64                                            |
| 柳珊   | 名醫                  | 高階異能行者 是名能治療天下間任何疑難雜症的醫生，但性格相當古怪，伯仁的母親，在伯仁所遺留的通訊紀錄得知姓李，後因自責未照顧好伯仁導致其心臟病發過世而變得癡呆，現已恢復正常並幫馬超治療重傷的黃忠       | 13000+         | 12-13,30                                                 |

## 電視劇歌曲
| 曲別   | 歌名           | 演唱者  | 作詞           | 作曲   | 劇中播出    | 原曲                                                                               |
| 片頭曲 | 難為情‧義      | SpeXial | 馮家瑞         | 東城衛 | 全劇        | 東城衛《089BI》 (《流氓蛋糕店》插曲)                                               |
| 片尾曲 | 淚了           | A'N'D   | 陳德修         | 陳德修 | 全劇        | 原唱：曾沛慈＆東城衛 (《終極三國》片尾曲)                                          |
| 插曲   | Boyz On Fire   | SpeXial | 紀佳松、馮家瑞 | 紀佳松 | 14,25,64    | 《終極一班4》片頭曲                                                                |
| 插曲   | 我好寂寞       | A'N'D   | 陳德修         | 陳德修 | 15          | 《終極惡女》插曲 《終極遊俠》插曲 《終極一班4》插曲 《校花的貼身高手》第一季片尾曲 |
| 插曲   | 想飛           | SpeXial | 陳德修         | 陳德修 | 19,25,43,45 | 原唱：東城衛 (《終極三國》插曲)                                                    |
| 插曲   | 愛我你就抱抱我 | A'N'D   | 彭野           | 彭野   | 61          | 《終極遊俠》片尾曲 彭野創作的同名兒歌                                              |

## 軼事
- 此劇的故事雖是重新翻拍2009年的《終極三國》，但故事軸線與其他終極系列仍然有所連結，兩部終極三國都稱銀時空，是否同一時空不明，但時間軸不同（2017版為2009版的十年後）。劇情中亦常提起舊版之劇情（脩有在銀時空曾經假扮假劉備的經歷），將兩部劇情串連起來。此劇的背景設定，有一說是時空軸Y時空，也有另一說法是時空裂縫的第二個銀時空；也有傳聞說是時震後造成時空修復的關係（但其實時震是發生在脩假扮劉備，董卓跨台之後），把脩在銀時空的經歷抹除（因為脩是存在於鐵時空的人，所以記憶還沒被修正），並把銀時空的三國發展重新洗牌導正回原點（因為脩在銀時空的經歷是透過雷婷、止戈的口述、及對話提及，而不是透過新三國的人物角色提及）。

## 外部連結
- 終極三國2017愛奇藝台灣站線上看 （页面存档备份，存于）
- 終極三國2017八大電視台官方網站 （页面存档备份，存于）
- 終極三國2017的Facebook專頁